# Умбауба
Умбауба (порт. Umbaúba)  —  муниципалитет в Бразилии, входит в штат Сержипи. Составная часть мезорегиона Восток штата Сержипи. Входит в экономико-статистический  микрорегион Бокин. Население составляет 20 562 человека. Занимает площадь 121 км².